# ایشندورف
ایشندورف (به آلمانی: Eichendorf) یک شهر در آلمان است که در بایرن واقع شده‌است.

## خصوصیات
ایشندورف ۹۸٫۱۹ کیلومترمربع مساحت دارد ۳۵۵ متر بالاتر از سطح دریا واقع شده‌است.